# Konstanty Biergiel
Konstanty Biergiel (ur. 11 września 1855 w Tule, zm. 7 grudnia 1939) – polski wiceadmirał i morski oficer pokładowy okrętów nawodnych. W okresie od 1876 do 1919 służył w Imperialnej Marynarce Wojennej Rosji, a następnie do 1921 w polskiej Marynarce Wojennej. Brał udział w I wojnie światowej. Karierę w Polsce zakończył na stanowisku szefa Polskiej Bazy Morskiej w Cherbourgu.

## Służba wojskowa w Rosji
Konstanty Biergiel urodził się 11 września 1855 w Tule w rodzinie Władysława i Marii z Malewskich. W 1876 ukończył Morski Korpus Kadetów w Petersburgu. Był także absolwentem Akademii Morskiej w Petersburgu (1908).
Po ukończeniu szkoły i otrzymaniu stopnia miczmana został skierowany do służby liniowej i pływał na okrętach różnych klas. W 1882 otrzymał awans na lejtnanta (porucznika). W latach 1893–1893 dowodził, w stopniu kapitana II rangi (komandora porucznika), torpedowcami „Noworossijsk” i „Reni”. Następnie służył na stawiaczu min „Bug”, pancernikach „Dwienadcat' Apostołow" i „Gieorgij Pobiedonosiec" oraz kanonierce „Zaporożec”. W 1901, po otrzymaniu awansu do stopnia kapitana I rangi (komandora), został dowódcą pancernika obrony wybrzeża „Nowgorod”. W 1902 był attaché morskim w Stambule, a od 1903 do 1907 dowodził pancernikiem „Czesma”. Po ukończeniu Akademii Morskiej dowodził siłami torpedowymi na Morzu Czarnym. W 1910 mianowano go kontradmirałem i powierzono dowodzenie amurską Flotyllą Rzeczną. W 1913 awansował na wiceadmirała. Podczas I wojny światowej pracował w rosyjskim Sztabie Generalnym.

### Awanse
- miczman – 1876
- lejtnant – 1882
- kapitan 2. rangi – 1893
- kapitan 1. rangi – 1901
- kontradmirał – 1910
- wiceadmirał – 1913

## Służba wojskowa w Polsce
W 1919 przybył do Warszawy i zgłosił się do Wojska Polskiego. Został zweryfikowany jako generał porucznik marynarki i udał się jako ekspert na rokowania ws. traktatu wersalskiego. Od 1920 był pierwszym szefem Polskiej Bazy Morskiej w Cherbourgu. W 1921 w stopniu wiceadmirała został przeniesiony w stan spoczynku. Po odejściu z wojska zamieszkał w Bydgoszczy przy ulicy Jackowskiego 14, gdzie działał w oddziale Ligi Morskiej i Rzecznej. Wykładał również w Oficerskiej Szkole Marynarki Wojennej. Przed rozpoczęciem II wojny światowej, 14 sierpnia 1939 ewakuował się z Bydgoszczy do Gołąbek pod Warszawą. Zmarł 7 grudnia 1939. Został pochowany na cmentarzu w Gołąbkach. 

## Ordery i odznaczenia
- Złoty Krzyż Zasługi (19 marca 1931)[1]
- Order Palm Akademickich (III Republika Francuska, 1931 – zezwolenie Prezydenta RP)[2]